# أدولف غوير-زيلر
أدولف غوير-زيلر هو مصرفي ورائد أعمال وسياسي سويسري، ولد في 1 مايو 1839 في Neuthal ‏ في سويسرا، وتوفي في 3 أبريل 1899 في زيورخ في سويسرا.